# Станиславчик (Шполянский район)
Станисла́вчик (укр. Станіславчик) — село в Шполянском районе Черкасской области Украины.
Население по переписи 2001 года составляло 643 человека. Почтовый индекс — 20611. Телефонный код — 4741.

## Местный совет
20610, Черкасская обл., Шполянский р-н, с. Станиславчик, ул. Ленина